# Озинское муниципальное образование
Городско́е поселе́ние Ози́нки — муниципальное образование в Озинском районе Саратовской области Российской Федерации.
Административный центр — рабочий посёлок Озинки.

## Население
| 2009   | 2010  | 2011  | 2012  | 2013  | 2014  | 2015  |
| ------ | ----- | ----- | ----- | ----- | ----- | ----- |
| 10 386 | ↘9983 | ↘9980 | ↘9922 | ↘9810 | ↘9745 | ↘9629 |
| 2016   | 2017  | 2018  | 2019  | 2020  | 2021  |       |
| ↘9515  | ↘9345 | ↘9195 | ↘8971 | ↘8703 | ↘8316 |       |

## Состав городского поселения
В состав городского поселения входят 4 населённых пункта:
| № | Населённый пункт  | Тип населённого пункта      | Население |
| - | ----------------- | --------------------------- | --------- |
| 1 | Известковый Завод | посёлок                     | ↗58       |
| 2 | Непряхин          | посёлок                     | ↘545      |
| 3 | Озинки            | пгт, административный центр | ↘7690     |
| 4 | Столяры           | посёлок                     | ↘131      |

## Местное самоуправление
Главой поселения является Зубов Михаил Петрович.